# João Lucas
João Nuno Silva Cardoso Lucas (Caldas da Rainha, 25 de octubre de 1979 - Oporto, 26 de mayo de 2015) fue un futbolista portugués que jugaba en la demarcación de centrocampista.

## Biografía
Tras formarse en la canteras del GC Alcobaça, pasó a formar parte del equipo juvenil del Académica de Coimbra, subiendo al primer equipo en 1995, año en el que hizo su debut. Jugó durante tres años en el club, hasta que en 1998 se marchó en calidad de cedido al SC Pombal, y posteriormente al Anadia FC. En el año 2000 volvió al Académica de Coimbra, donde jugó durante cuatro años más, cosechando 120 partidos y un total de doce goles anotados. En 2004 pasó a formar parte del Boavista Futebol Clube por tres años más, hasta que en 2007, tras jugar por una temporada en el Estrella Roja de Belgrado serbio, se retiró como futbolista tras padecer problemas del corazón.
Falleció el 26 de mayo de 2015 en Oporto tras sufrir una parada cardiorrespiratoria a los 35 años de edad.

## Clubes
| Club                      | País     | Año         | Partidos | Goles |
| ------------------------- | -------- | ----------- | -------- | ----- |
| Académica de Coimbra      | Portugal | 1995 - 1998 | ¿?       | ¿?    |
| SC Pombal (cedido)        | Portugal | 1998 - 1999 | ¿?       | ¿?    |
| Anadia FC (cedido)        | Portugal | 1999 - 2000 | ¿?       | ¿?    |
| Académica de Coimbra      | Portugal | 2000 - 2004 | 120      | 12    |
| Boavista Futebol Clube    | Portugal | 2004 - 2007 | 86       | 9     |
| Estrella Roja de Belgrado | Serbia   | 2007 - 2008 | 13       | 1     |